# Beiyanerpeton jianpingensis
Beiyanerpeton jianpingensis — викопний вид хвостатих земноводних, найдавніший відомий представник підряду Salamandroidea. Існував у кінці юрського періоду, 157 млн років тому.

## Скам'янілості
Описаний по майже повному скелету, що знайдений у відкладеннях формації Тяоцзишань у провінції Ляонін на сході Китаю. Крім голотипу, відомо ще декілька фрагментів черепів та посткраніального скелета. За ознаками (роздільні ніздрі, роздвоєні кінці ребра і будова щелепи) Beiyanerpeton jianpingensis визнаний найдавнішим представником саламандр. Раніше найдавнішим вважався Valdotriton, чий вік оцінювався у 116—114 млн років.

## Назва
Родова назва Beiyanerpeton складається з китайського слова «Beiyan» (стародавнє північне царство Янь) та грецького «herpeton» — «плазун». Назва виду B. jianpingensis походить від повітового міста Цзяньпін, поруч з яким знайдено рештки амфібії.